# Jewhen Pluschnyk

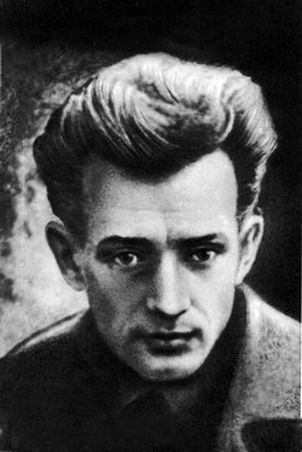
Jewhen Pluschnyk

Jewhen Pawlowytsch Pluschnyk (ukrainisch Євген Павлович Плужник; wiss. Transliteration: Jevhen Pavlovyč Plužnyk;* 14. Dezemberjul. / 26. Dezember 1898greg. in Kantemirowka, Gouvernement Woronesch, Russland; † 2. Februar 1936, Solowezki-Inseln) war ein ukrainischer Dichter der hingerichteten Wiedergeburt.

## Leben
Jewhen Pluschnyk wurde als jüngstes von sechs Kindern in einer ukrainischen Familie in Kantemirowka, einer Stadt im Gouvernement Woronesch die ehemals Teil der Sloboda-Ukraine war, geboren. Der aus einer Bauernfamilie im Gouvernement Poltawa stammende Vater Pawel zog aufgrund der Landknappheit nach Woronesch, wo er in einer Textilhandelsfirma als Handlanger anheuerte, um sich schließlich zum leitenden Angestellten hochzuarbeiten. Die Mutter litt an der Tuberkulose, Jewhen und seine Geschwister infizierten sich ebenfalls früh mit der Krankheit.
Pluschnyk besuchte die Gymnasien in Woronesch, Kantemirowka, Rostow und Bobrow. Als höchst eigensinniger Schüler, der sich nur für Geschichte und Literatur interessierte, und notorischer Schulschwänzer musste er alle paar Jahre die Schule wechseln. Nachdem der Vater aufgrund der Oktoberrevolution seine Arbeit verloren hatte, zog die Familie 1918 in die Region Poltawa zurück. Während des Bürgerkriegs unterrichtete Pluschnyk in mehreren Dörfern Literatur und Sprache.
1921 zog Pluschnyk nach Kiew zu seiner Schwester, die ihn sich am Institut für Veterinärmedizin und Zootechnik, dessen Rektor ihr Ehemann war, einschreiben lässt. Schon nach kurzer Zeit wechselte er jedoch ans Institut für Musik und Drama um Schauspieler zu werden, musste aber auch diese Schule aufgrund seiner Tuberkuloseerkrankung abbrechen.
Am Institut lernte Pluschnyk Halyna Kowalenko kennen, sie heirateten 1923. Auf Drängen seiner Frau trug Pluschnyk 1923 erste Gedichte auf einer Versammlung der Kiewer Literaturgruppierung ASPYS vor und etablierte sich schnell als eine der wichtigsten Stimmen der ukrainischen Poesie. 1924 trat er der literarischen Gruppierung Lanka (Kettenglied) bei, in der sich sieben junge literarische Talente aus Kiew um Walerjan Pidmohylnyj zusammenschlossen. 1926 benannten sie sich um in MARS (Majsternja revolucijnoho slova; Werkstatt des revolutionären Wortes) und vertraten den Anspruch die revolutionären Schriftsteller und Kritiker Kiews zu versammeln. Die Organisation fiel 1928 auseinander.
Im Sommer 1926 verschlechterte sich Pluschnyks gesundheitlicher Zustand. Trotzdem veröffentlichte er im selben Jahr seinen ersten Gedichtband Dny (Tage) und bereits ein Jahr später erschien Rannja Osin (Früher Herbst). Außerdem übersetzte er russische Prosa ins ukrainische, unter anderem Tschechow, Gorki, Tolstoi und Scholochow. Sein erster und einziger Roman Neduha erzielte zwar durchaus einigen Erfolg bei den Lesern, von der Kritik wurde er aber kühl aufgenommen. 1929 veröffentlichte er zwei Theaterstücke, die jedoch nicht zur Aufführung kamen. Seinen Durchbruch als Dramatiker erhoffte er mit dem Versdrama Smowa w Kyjewi zu erreichen, an dem er mehrere Jahre lang arbeitete. Als das Stück 1933 beendet war, gelang es ihm Les Kurbas von seinen Qualitäten zu überzeugen, der es in seinem Berezil-Theater auf die Bühne bringen wollte. Zur Aufführung von Smowa w Kyjewi kam es jedoch nicht, auch sein ebenfalls 1933 fertiggestellter dritter Lyrikband Riwnowaha (Gleichgewicht) konnte nicht mehr erscheinen.
In der Nacht vom 4. auf den 5. Dezember 1934 wurde Pluschnyk vom NKWD verhaftet und am 28. März 1935 zum Tod durch Erschießen verurteilt. Die Todesstrafe wurde jedoch in 10 Jahre Lagerhaft auf den Solowezki-Inseln umgewandelt. Dem tuberkulosekranken Pluschnyk verhieß aber auch das Arbeitslager im unwirtlichen Norden den sicheren Tod. Er starb im darauffolgenden Winter, am 2. Februar 1936.

## Werke

### Poesie
- Дні, 1926
- Рання осінь, 1927
- Рівновага, 1933 (erstmals 1948 in Augsburg publiziert, in der Ukraine erst 1966)

### Dramen
- Професор Сухораб, 1929
- У дворі на передмісті, 1929
- Змова в Києві

### Roman
- Недуга, 1928